# Verwaltungsgliederung der Oblast Kaluga

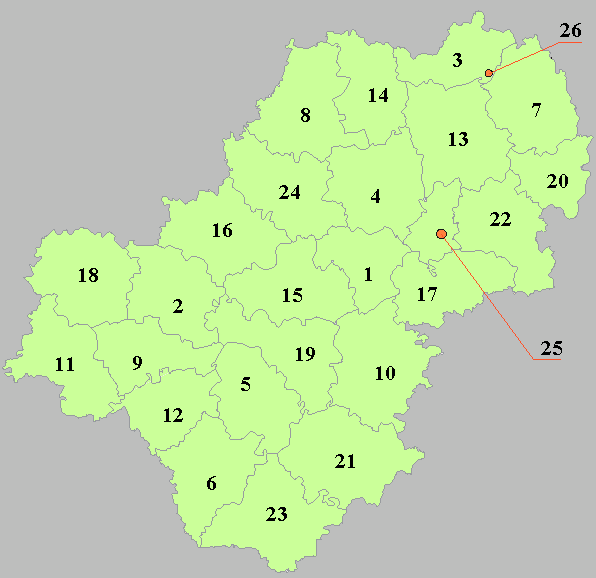
Verwaltungsgliederung der Oblast Kaluga (Nummern in den ersten Tabellenspalten)

Die Oblast Kaluga im Föderationskreis Zentralrussland der Russischen Föderation gliedert sich in 24 Rajons und 2 Stadtkreise. Den Rajons sind insgesamt 29 Stadt- und 262 Landgemeinden unterstellt (Stand: 2010).

## Stadtkreise
| [ 1 ] | Stadtkreis | Einwohner | Fläche (km²) | Bevölkerungs- dichte (Ew./km²) | Stadt- bevölkerung | Land- bevölkerung | Anzahl städtischer Siedlungen | Anzahl ländlicher Siedlungen |
| ----- | ---------- | --------- | ------------ | ------------------------------ | ------------------ | ----------------- | ----------------------------- | ---------------------------- |
| 25    | Kaluga     | 343.129   | 543          | 632                            | 327.650            | 15.479            | 1                             | ?                            |
| 26    | Obninsk    | 105.595   | 43           | 2457                           | 105.595            | –                 | 1                             | –                            |

## Rajons
| [ 3 ] | Rajon          | Einwohner | Fläche (km²) | Bevölkerungs- dichte (Ew./km²) | Stadt- bevölkerung | Land- bevölkerung | Verwaltungssitz | Weitere Orte                                      | Anzahl Stadt- gemeinden | Anzahl Land- gemeinden |
| ----- | -------------- | --------- | ------------ | ------------------------------ | ------------------ | ----------------- | --------------- | ------------------------------------------------- | ----------------------- | ---------------------- |
| 1     | Babynino       | 22.733    | 847          | 27                             | –                  | 22.733            | Babynino        | Worotynsk                                         | 1                       | 5                      |
| 2     | Barjatino      | 5.271     | 1110         | 5                              | –                  | 5.271             | Barjatino       |                                                   | –                       | 13                     |
| 3     | Borowsk        | 55.943    | 760          | 74                             | 45.396             | 10.547            | Borowsk         | Balabanowo, Jermolino                             | 3                       | 5                      |
| 23    | Chwastowitschi | 10.851    | 1413         | 8                              | –                  | 10.851            | Chwastowitschi  |                                                   | –                       | 15                     |
| 4     | Dserschinski   | 59.758    | 1336         | 45                             | 43.459             | 16.299            | Kondrowo        | Kurowskoi, Pjatowski, Polotnjany Sawod, Towarkowo | 5                       | 13                     |
| 5     | Duminitschi    | 15.001    | 1174         | 13                             | 7.156              | 7.845             | Duminitschi     |                                                   | 1                       | 13                     |
| 22    | Fersikowo      | 16.583    | 1250         | 13                             | 729                | 15.854            | Fersikowo       | Dugna                                             | 2                       | 13                     |
| 8     | Isnoski        | 7.002     | 1334         | 5                              | –                  | 7.002             | Isnoski         |                                                   | –                       | 11                     |
| 24    | Juchnow        | 12.476    | 1333         | 9                              | 6.659              | 5.817             | Juchnow         |                                                   | 1                       | 13                     |
| 9     | Kirow          | 43.042    | 1000         | 43                             | 38.624             | 4.418             | Kirow           |                                                   | 1                       | 12                     |
| 10    | Koselsk        | 40.337    | 1523         | 26                             | 30.149             | 10.188            | Koselsk         | Sossenski                                         | 2                       | 14                     |
| 11    | Kuibyschewski  | 8.041     | 1243         | 6                              | –                  | 8.041             | Betliza         |                                                   | –                       | 5                      |
| 12    | Ljudinowo      | 45.596    | 954          | 48                             | 41.127             | 4.469             | Ljudinowo       |                                                   | 1                       | 5                      |
| 13    | Malojaroslawez | 52.784    | 1547         | 34                             | 30.638             | 22.146            | Malojaroslawez  |                                                   | 1                       | 17                     |
| 14    | Medyn          | 13.081    | 1148         | 11                             | 7.751              | 5.330             | Medyn           |                                                   | 1                       | 11                     |
| 15    | Meschtschowsk  | 12.200    | 1238         | 10                             | 4.386              | 7.814             | Meschtschowsk   |                                                   | 1                       | 4                      |
| 16    | Mossalsk       | 8.727     | 1320         | 7                              | 3.900              | 4.827             | Mossalsk        |                                                   | 1                       | 14                     |
| 17    | Peremyschl     | 11.613    | 1156         | 10                             | –                  | 11.613            | Peremyschl      |                                                   | –                       | 16                     |
| 6     | Schisdra       | 10.838    | 1282         | 8                              | 5.996              | 4.842             | Schisdra        |                                                   | 1                       | 6                      |
| 7     | Schukow        | 45.524    | 1268         | 36                             | 33.017             | 12.507            | Schukow         | Beloussowo, Kremjonki                             | 3                       | 12                     |
| 18    | Spas-Demensk   | 8.446     | 1369         | 6                              | 4.964              | 3.482             | Spas-Demensk    |                                                   | 1                       | 12                     |
| 19    | Suchinitschi   | 24.490    | 1233         | 20                             | 17.090             | 7.400             | Suchinitschi    | Seredeiski                                        | 2                       | 17                     |
| 20    | Tarussa        | 15.026    | 715          | 21                             | 9.602              | 5.424             | Tarussa         |                                                   | 1                       | 10                     |
| 21    | Uljanowo       | 7.472     | 1656         | 5                              | –                  | 7.472             | Uljanowo        |                                                   | –                       | 6                      |

Anmerkungen:
1. ↑  Nummer des Stadtkreises in der Karte
2. 1 2  Einwohnerzahlen vom 1. Januar 2010 (Berechnung)
3. ↑  Nummer des Rajons in der Karte (in alphabetischer Reihenfolge der Rajonnamen im Russischen)
4. ↑  Siedlungen städtischen Typs bzw. Stadtgemeinden
5. ↑  wird bei der Statistikbehörde der Oblast Kaluga als Stadtgemeinde geführt, aber bei den Einwohnerzahlen für 2010 nicht gesondert als solche aufgeführt; Einwohnerzahl daher der Landbevölkerung zugeschlagen